# Carta a Heródoto

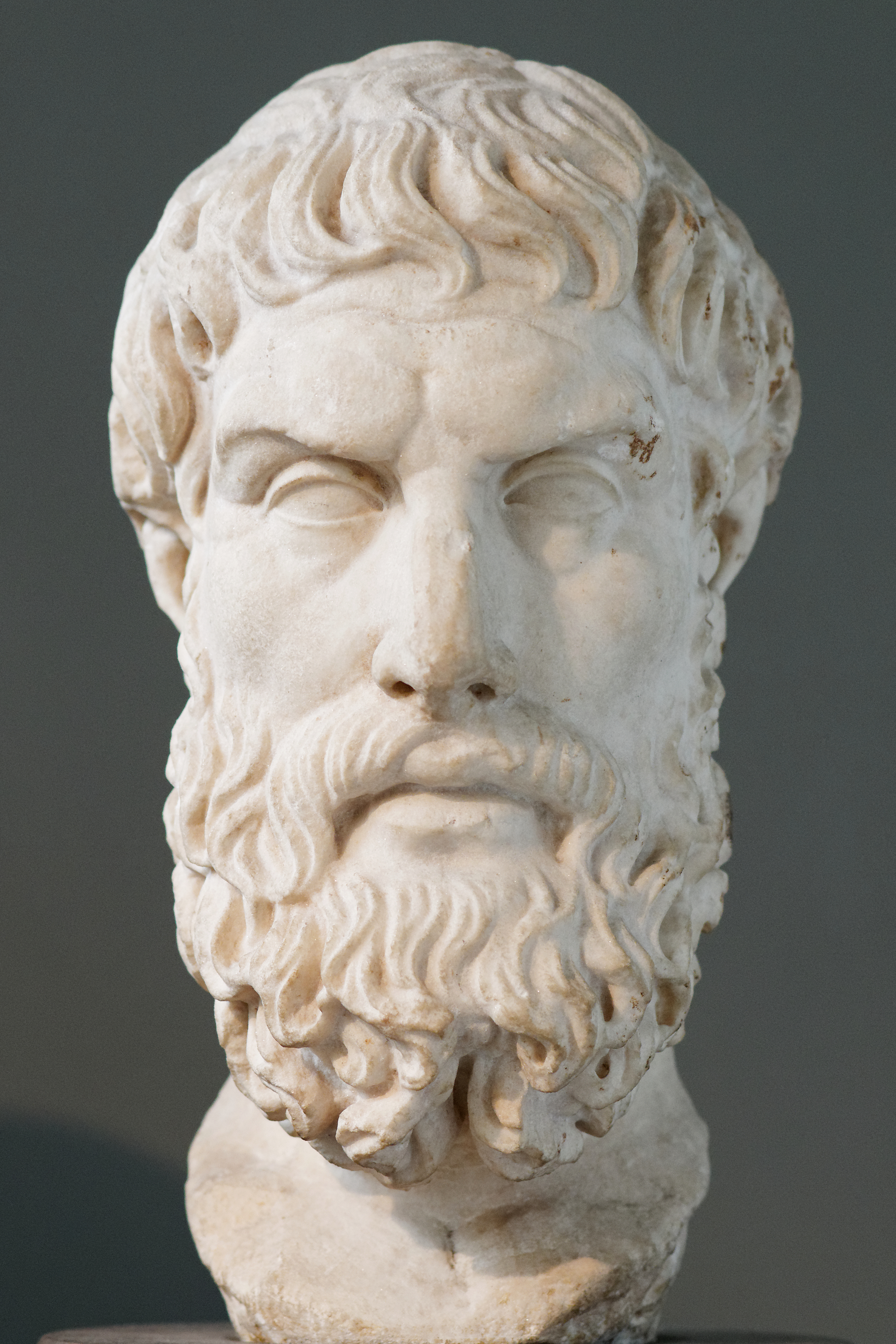
Busto de Epicuro, fundador de la escuela epicúrea.

La Carta o Epístola a Heródoto es un texto que el filósofo griego Epicuro dirige a su discípulo Heródoto, en el que hace un resumen de su física, exponiendo su concepción del universo y la naturaleza. Es útil conocerlo y entenderlo para entender la Carta a Meneceo. 

## Contenido
Epicuro se inspiró en la teoría atómica de Demócrito. Por lo tanto, es atomista pero también monista (todo lo que existe es material, incluyendo el alma, los dioses, el amor, etc). Todo consiste en átomos, que son la parte más pequeña del universo, indivisible. Estos átomos están en perpetuo movimiento. Movimientos en todas direcciones y, a veces, sin razones, los átomos se desvían de su trayectoria. Esta desviación se llama clinamen (palabra latina utilizada por el poeta romano Lucrecio influenciado por Epicuro). 
Estos átomos a veces tienen diferentes formas o velocidades, y también diferentes texturas. Esto explica las diferencias en los materiales. Los átomos de la mano y los de la madera no son los mismos. Estos átomos son eternos, inmutables, por lo que el número de átomos en el universo nunca aumenta ni disminuye. 
La ciencia para Epicuro no es una meta sino un medio para un fin: la felicidad. Él no está buscando pruebas absolutas en el campo de la ciencia, solo que es plausible y convincente. 
El universo es infinito con un número infinito de mundos que nacen y perecen. Todo en el universo está sujeto a la muerte, excepto los dioses. Estos, bendecidos, situados en otro universo, no se ocupan de los asuntos humanos.